# Leptura aethiops
Leptura aethiops là một loài bọ cánh cứng trong họ Cerambycidae.

## Hình ảnh

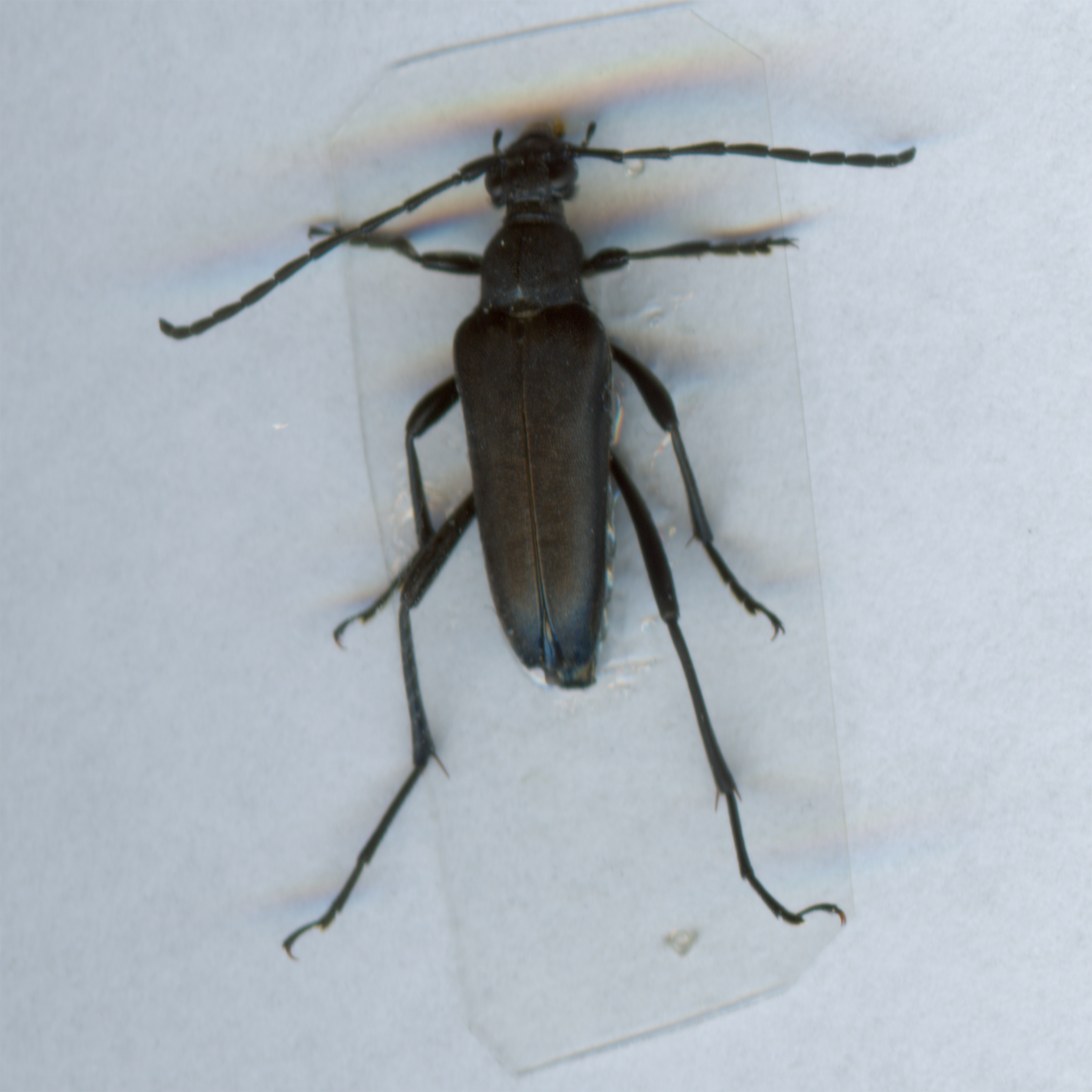
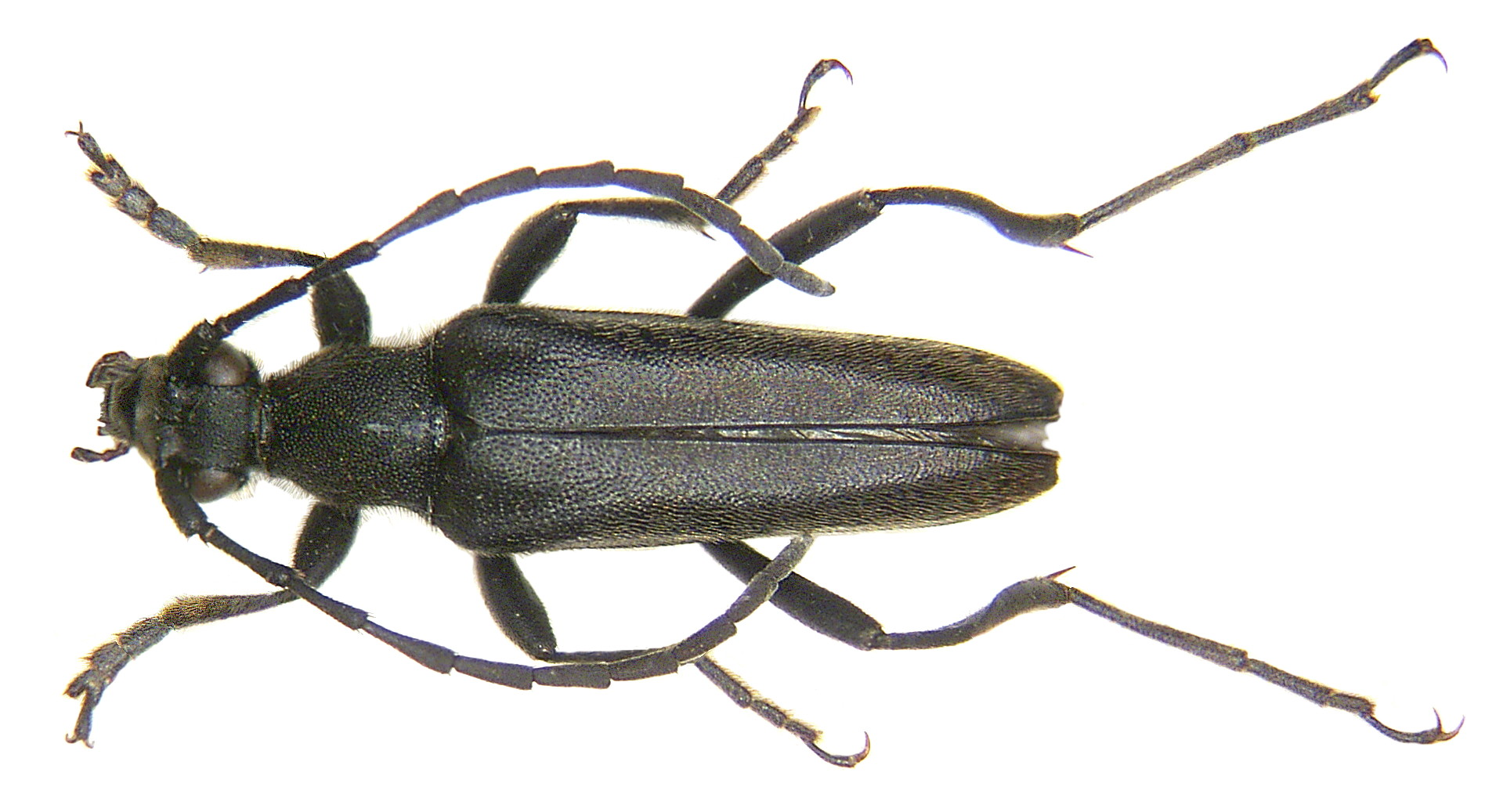